# Doha (prowincja)
Doha (arab. الدوحة, Ad-Dauha) – Jedna z 8 prowincji w emiracie Kataru, znajdująca się we wschodniej części kraju. Stolicą prowincji jest Doha, stolica kraju.